# Galleriano
Galleriano (Gjalarian in friulano) è una frazione del comune di Lestizza di circa 630 abitanti, situata nel medio Friuli a 2,5 km dal capoluogo comunale.

## Nome
Il nome della località deriva dal nome proprio latino Galerius, in italiano Galerio, molto diffuso tra i romani. Si ritiene, infatti, che nei pressi del castelliere nei primi secoli dopo Cristo si sia insediata una colonia romana, da cui il nome.

## Monumenti e luoghi d'interesse

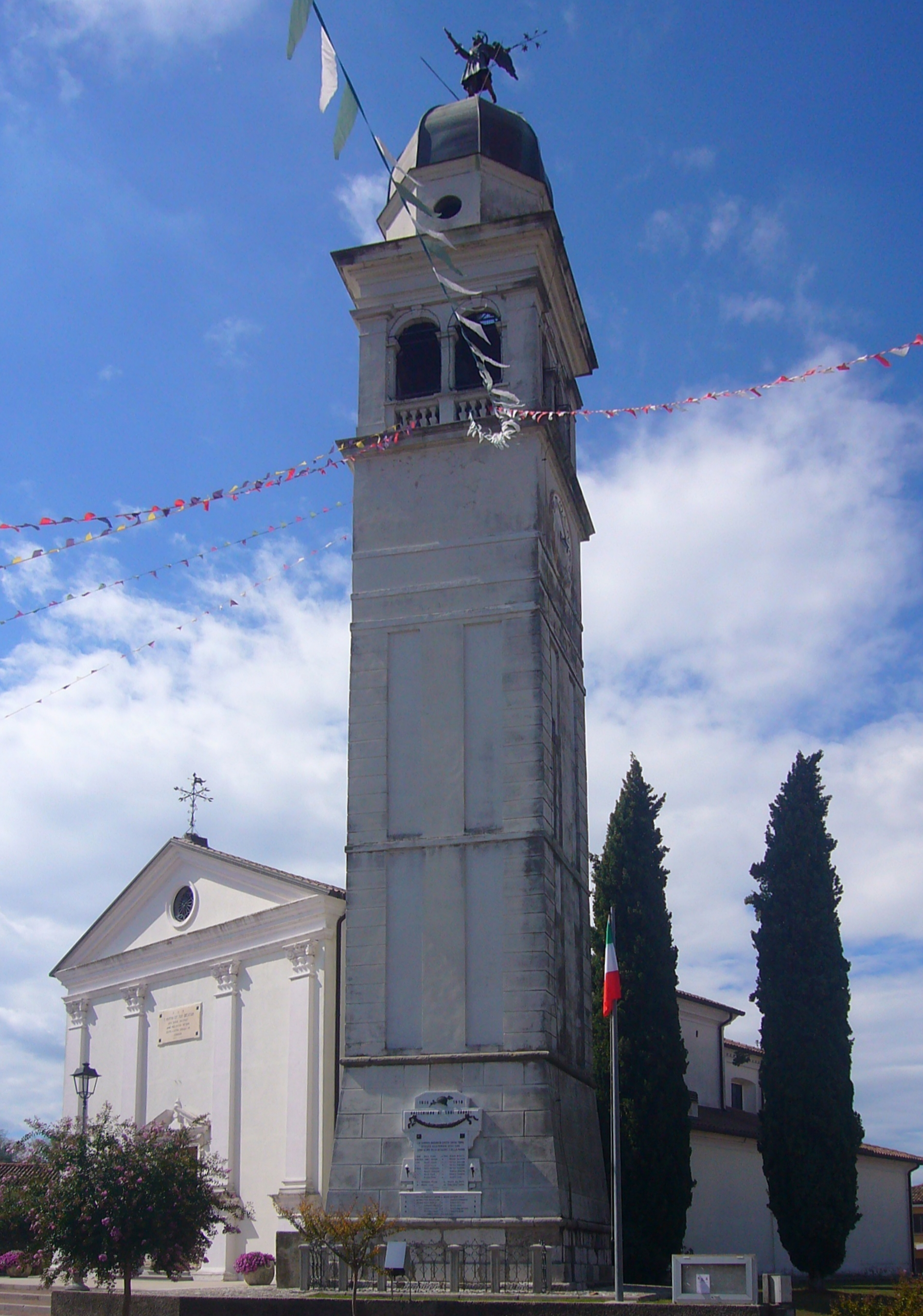
Il campanile con alle spalle la chiesa parrocchiale

La piazza centrale è la continuazione del sagrato, con la chiesa parrocchiale di San Martino e il campanile con in cima il caratteristico angelo girevole in bronzo (1828, opera dalla bottega Barbina di Mortegliano) che indica la direzione del vento. All'interno l'altare marmoreo settecentesco di Francesco Fosconi (1730-1732) con statue di San Martino e San Paolo di Luca Paleari (1743) e quello di San Giuseppe, con colonne di marmo nero, opera dello scultore Francesco Zuliani (1781); alle pareti il ciclo di affreschi (Apostoli, Dottori) di Rocco Pitacco (1851) e sul soffitto (Gloria di San Martino) di Giovanni Fantoni (1927). In basso sulla parete sinistra una gigantografia raffigurante in grandezza naturale un trittico in legno scolpito, dipinto e dorato con San Giovanni Evangelista, Madonna con Bambino e San Paolo del 1520-25 circa, attribuita all'intagliatore Antonio Tironi, maestro bergamasco formatosi a Venezia e importante divulgatore nella provincia friulana dei canoni della rinascenza. Dopo il restauro del 2001 il trittico è stato collocato presso il Museo Diocesano e Gallerie del Tiepolo di Udine
Imboccando via San Giovanni si può vedere la seicentesca villa Trigatti di stile veneziano. In fondo alla via si nota la chiesa campestre di San Giovanni Evangelista, costruita nel secolo XIV e restaurata a inizio e fine del Novecento. Sul retro della chiesetta si estende un bel parco con pini, cipressi e piante autoctone, tenuto in buon ordine dai volontari della parrocchia, nel quale durante l'anno si svolgono diverse manifestazioni ricreative, culturali e religiose e che viene anche utilizzato come punto di sosta da chi viaggia sulla vicina strada provinciale "Ferrata".
In piena campagna, fra Galleriano, Sclaunicco e Nespoledo si trova il castelliere Las Rives (secolo XIII a.C.), villaggio dell'età del bronzo, racchiuso fra aggeri disposti in forma romboidale. Recenti scavi hanno permesso di scoprire il basamento in ciottoli della più antica abitazione friulana finora conosciuta, risalente a tremila anni fa.

## Il castelliere
Il castelliere di Galleriano, cinto da un terrapieno pressappoco romboidale con i vertici orientati secondo i punti cardinali, con Sedegliano e Savalons è uno dei tre soli esempi di abitati fortificati sorti in pianura oggi riconoscibili nell'alta pianura udinese. Esso è stato oggetto delle prime indagini sul campo nel 2003, per iniziativa dell'Università di Udine; data la rilevanza del sito, le ricerche sono poi riprese nel 2007. In entrambe le occasioni i lavori si sono concentrati attorno al vertice nord della difesa a terrapieno, nel cosiddetto Campo Romano, una fascia di terreno larga 16 m e sopraelevata di circa 1 m rispetto al piano di campagna interno, che costeggia il lato nordoccidentale della cinta e che verso nord-est si prolunga all'esterno del circuito difensivo protostorico per una ventina di metri. In questa zona sono stati individuati - e se ne è iniziata l'esplorazione - i resti del crollo di un'abitazione lunga almeno 10 metri, riconducibile all'età del bronzo medio-recente, nella quale si è riscontrato l'uso di una complessa tecnica edilizia in limo crudo con paramenti murari in graticcio intonacato su file di ciottoli a spina di pesce. Un altro saggio è stato aperto nell'area antistante all'estremità nordorientale dell'aggere, nel tratto in cui il circuito della fortificazione è interrotto dal “Campo Romano”: qui si sono raccolti dati su composizione e fasi della struttura arginata e inoltre si è potuta verificare l'esistenza di un varco antico, ubicato sul vertice nord come nel castelliere di Sedegliano. Si tratta di un complesso sistema di ingresso al villaggio confrontabile con porte monumentali di altri castellieri, quale quello di Moncodogno/Monkodonja, sulla costa occidentale dell'Istria. Gli scavi a Galleriano proseguiranno per almeno un biennio allo scopo di soddisfare la duplice esigenza di completare lo scavo della struttura abitativa e di chiarire meccanismi, fasi e cronologia della porta di accesso al villaggio, che è la prima struttura del genere individuata in un castelliere dell'Italia nordorientale.